# Anna Woltz
Anna Woltz (Londen, 29 december 1981) is een Nederlands kinderboekenschrijfster en journalist. In 2016 won zij de Gouden Griffel voor haar boek Gips.

## Opleiding
Woltz heeft haar opleiding gevolgd aan de Montessorischool Waalsdorp en het Gymnasium Haganum. Ze begon met schrijven toen ze twaalf jaar oud was. Haar verhalen verdwenen toen nog diep in een kast en waren niet bedoeld voor publicatie. Toen ze vijftien jaar oud was besloot ze te schrijven over een onderwerp waar ze wat van af wist: het leven op school. In de Volkskrant publiceerde zij een jaar lang onder de naam Rebecca Maart wekelijks een column over het leven op het Haagse Gymnasium Haganum. Aan het einde van het jaar werden de columns gebundeld in het boekje Overleven in 4b. Haar eerste kinderboek, Alles kookt over, schreef Woltz toen zij zeventien jaar oud was. De verhalen voor dit boek bedacht ze in de keuken, als ze haar handen niet kon gebruiken om een boek vast te houden en daarom  in haar hoofd haar eigen verhalen verzon. Na haar middelbareschooltijd studeerde Woltz geschiedenis aan de Universiteit Leiden.  In die periode schreef Woltz een column in de Volkskrant (Geboren in '81, tussen 2005 en 2009) en interviewde ze verscheidene mensen over denken en dromen voor Vrij Nederland (2006).

## Schrijversloopbaan

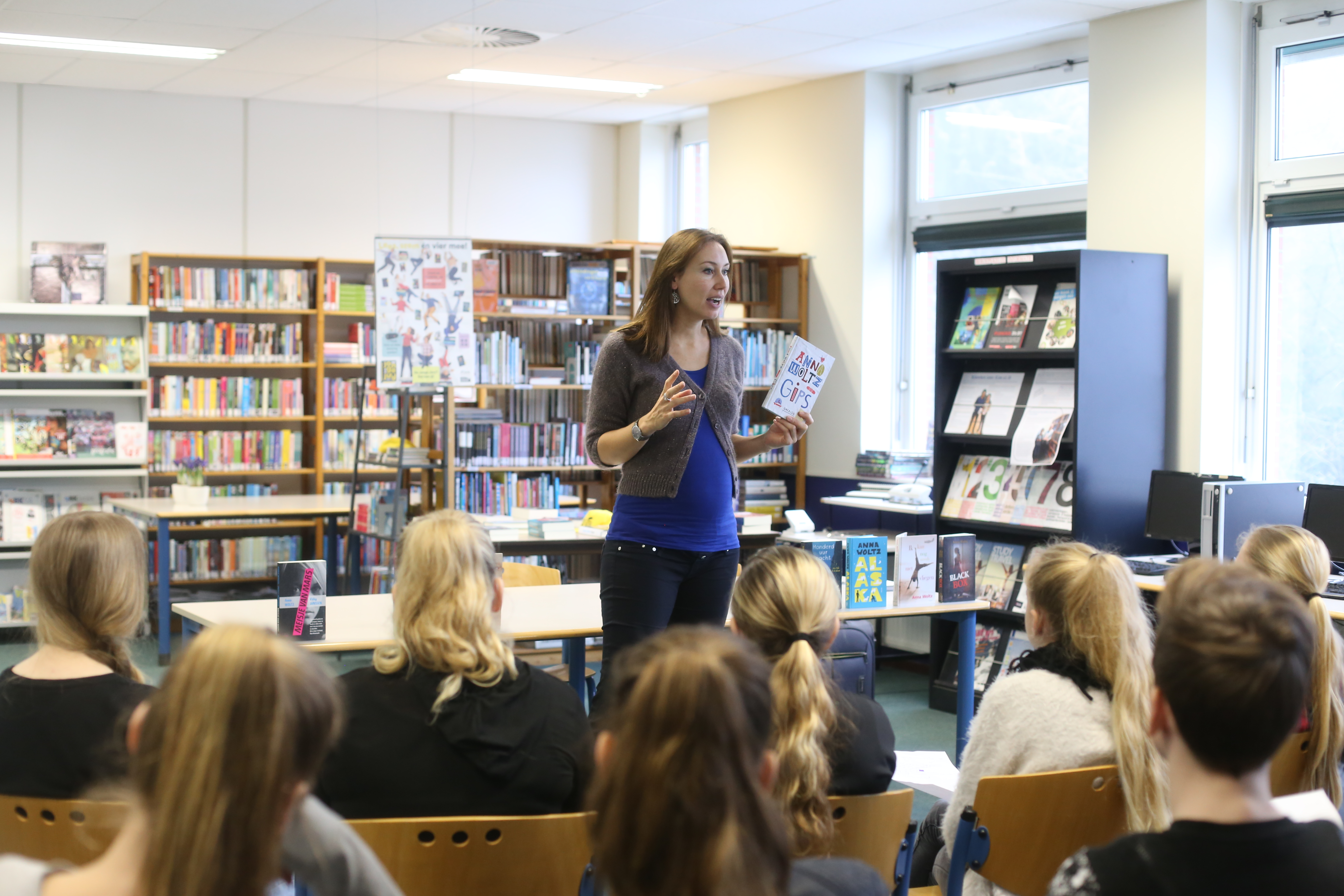
Woltz tijdens een schoolbezoek aan het Esdal College (2017)

Woltz' eerste kinderboek Alles kookt over, dat ze op haar 17e had geschreven, werd in 2002 uitgebracht. In 2006 schreef ze samen met haar vader Wout Woltz, oud-hoodredacteur van NRC, het boek Post uit de oorlog. In Black box uit 2007 staan de belevenissen centraal van een groep kinderen die meedoen aan een Big Brother-achtig televisieprogramma. Omdat ook de gebeurtenissen van de programmaredactie worden verhaald is in feite sprake van een kadervertelling die zich op twee niveaus afspeelt. In september 2012 won Woltz de Thea Beckmanprijs voor haar boek Ik kan nog steeds niet vliegen (2012). De jury stelde zeer onder de indruk te zijn van de wijze waarop Woltz het zware thema van de Tweede Wereldoorlog terloops maar zeer doeltreffend aansnijdt "via deze adolescentenpastorale op het Deense platteland. Echt zo'n boek waarvan je het jammer vindt dat je het uit hebt." Ook haar boek uit 2021 De tunnel, over vier kinderen in Londen, speelt zich af tijdens de Tweede Wereldoorlog.
Haar verkoopsucces Honderd uur nacht (2014), dat lovende kritieken kreeg, werd in 2015 getipt als belangrijkste kanshebber op drie literaire prijzen: de Woutertje Pieterse Prijs, de Prijs van de Jonge Jury en de Gouden Lijst. De roman leverde haar eind 2015 de Nienke van Hichtum-prijs voor het beste jeugdboek op. In het populaire televisieprogramma De Wereld Draait Door werd Honderd uur nacht de zogeheten leestip van de maand april 2015.
In opdracht van het CPNB schreef Anna Woltz Haaientanden, het kinderboekenweekgeschenk van 2019.
Haar boek De spin en de sleutel werd geselecteerd voor de White Ravens 2024 en won in hetzelfde jaar een Zilveren Griffel.

## Bewerkingen
Woltz' boek Gips werd in 2018 door scenarioschrijver Tijs van Marle verwerkt tot een televisieserie. In 2019 werd Mijn bijzonder rare week met Tess verfilmd door Steven Wouterlood.

## Prijzen
- 2010 - prijs voor het mooiste boek van de Vlaamse Kinder- en Jeugdjury in de categorie 10-12 met Red mijn hond, in de leeftijdscategorie 8-10 jaar.
- 2012 - Thea Beckmanprijs met Ik kan nog steeds niet vliegen
- 2014 - Vlag en Wimpel voor Mijn bijzonder rare week met Tess
- 2015 - Thea Beckmanprijs voor Mijn bijzonder rare week met Tess
- 2015 - Nienke van Hichtum-prijs voor Honderd uur nacht
- 2016 - Zilveren Griffel en Gouden Griffel voor Gips[1]
- 2016 - De Kleine Cervantes voor Honderd uur nacht[10][11]
- 2017 - Zilveren Griffel voor Alaska
- 2018 - Vlag en Wimpel voor Zondag maandag sterrendag
- 2018 - Kinder- en Jeugdjury Vlaanderen voor Alaska[12]
- 2020 - Sardes-Leespluim voor Naar de wolven
- 2022 - Zilveren Griffel voor De Tunnel
- 2023 - "Gustav-Heinemann-Friedenspreis für Kinder- und Jugendbücher" van de regering van Noordrijn-Westfalen voor Nächte im Tunnel (De Tunnel)[11]
- 2024 - Zilveren Griffel voor De spin en de sleutel

## Citaat
"Denk eraan, jongen. Elke week-" "Ik weet het, Ma!" roept hij geërgerd. "Ik moet elke week in bad en elke week schoon goed aantrekken. Ik moet beleefd zijn en dankbaar en ik mag niet praten met volle mond. Ik weet het allemaal!" Hij schudt zijn hoofd. Het is ongelooflijk. De oorlog is pas drie maanden voorbij, en toch denken alle vaders en moeders van Nederland alweer aan niets anders dan beleefd zijn en braaf zijn. Zijn moeder snuft, maar hij doet alsof hij het niet ziet. Voordat ze kan besluiten of ze hem gaat omhelzen, springt hij de stoep af en begint hij te rennen.
— Anna Woltz, Ik kan nog steeds niet vliegen (De dertienjarige Luuk neemt afscheid van zijn moeder als hij in 1945 drie maanden naar Denemarken gaat om aan te sterken.)